# Franco Rossi (Regisseur)
Franco Rossi (* 28. April 1919 in Florenz; † 5. Juni 2000 in Rom) war ein italienischer Filmregisseur, Drehbuchautor und Filmproduzent.

## Leben
Von Haus aus Jurist, unternahm Rossi erste Schritte in der Medienwelt direkt nach dem Zweiten Weltkrieg beim Radio. Nach kurzer Theatererfahrung wandte er sich dem Film zu. Als Regieassistent arbeitete er unter bekannten Regisseuren wie Mario Camerini, Luis Trenker und Renato Castellani.
Sein erster Film, Fälscher (I falsari, 1950), lässt, wie die weiteren, ebenfalls nach eigenem Drehbuch entstandenen, auch seine künstlerische Prägung in den Jahren des Neorealismus erkennen. Sein erster großer Erfolg war Il seduttore (1954) mit Alberto Sordi. Zu seinen bekanntesten Filmen gehören Freunde fürs Leben (1955; ausgezeichnet von der Evangelischen Filmgilde als Film des Monats November 1958), und Zwei Missionare (1974) mit Bud Spencer und Terence Hill. Zu autobiografischen Studien wurden die Midlife-Crisis-Filme Die nackte Odyssee (1960) und Smog (1961). Daneben trug er zu einigen Episodenfilmen bei.
Seit den 1960er Jahren arbeitete Rossi auch für das Fernsehen, wobei er sich klassischen und religiösen Stoffen in besonderer Weise widmete. Unter den frühen Produktionen befinden sich die beiden deutsch-italienischen Mehrteiler Die Odyssee ('1968) und Die Äneis (1971). Sein letzter Fernsehfilm war Schrei nach Hilfe (1994) mit Silvio Orlando und Désirée Nosbusch.

## Filmografie (Auswahl)
- 1950: Fälscher (I falsari)
- 1954: Il seduttore
- 1955: Freunde fürs Leben (Amici per la pelle)
- 1959: Und zu leicht befunden (Morte di un amico)
- 1960: Die nackte Odyssee (Odissea nuda)
- 1963: Ehen zu dritt (Alta infideltà) (eine Episode)
- 1964: Drei Liebesnächte (Tre notti d'amore) (eine Episode)
- 1964: Die Puppen (Le bambole) (eine Episode)
- 1965: Eine Rose für alle (Una rosa per tutti)
- 1966: Geh ins Bett, nicht in den Krieg (Non faccio la guerra, faccio l’amore)
- 1966: Hexen von heute (Le streghe) (eine Episode)
- 1968: Die Odyssee (L’odissea)
- 1971: Die Äneis (Eneide) (Fernseh-Miniserie)
- 1974: Zwei Missionare (Porgi l’altra guancia)
- 1976: Ramba Zamba bei der Mafia (Come una rosa al naso)
- 1976: Hilfe, sie liebt mich (L'altra metà del cielo)
- 1985: Quo Vadis? (Fernsehfilm)
- 1987: Ein Kind mit Namen Jesus (Un bambino di nome Gesù) (Fernseh-Miniserie)
- 1994: Schrei nach Hilfe (Michele va alla guerra) (Fernsehfilm)